# Datowanie metodą badania hydratacji obsydianu
Datowanie metodą badania hydratacji obsydianu - metoda datowania względnego kalibrowanego opracowana przez amerykańskich geologów: Irvinga Friedmana oraz Roberta L. Smitha. 
Wykorzystywana jest do datowania artefaktów z obsydianu. Głównym założeniem tej metody jest to, że świeżo odsłonięta powierzchnia obsydianu zaczyna wchłaniać wodę z otoczenia tworząc uwodnioną warstwę, która zwiększa się z czasem, a jej grubość można zmierzyć pod mikroskopem. Metoda ta musi być skalibrowana względem sekwencji chronologicznej danego terenu, ponieważ przyrost powłoki nie jest stały, grubość zależna jest od składu minerału, oraz otaczającej ziemi, temperatury i promieni słonecznych. Moment zerowy w tym przypadku to czas formowania się uwodnienia (czas wykonania narzędzia). Metoda ta jest optymalna w przedziale od kilku tysięcy do miliona lat, a dokładność datowania jest na poziomie 20-30%.